# 献哀王后
献哀王后 皇甫氏（けんあいおうこう こうほし）は、高麗5代の王である景宗の第3王妃で、第7代穆宗の王母。諡号は応天啓聖静徳王太后。千秋太后（せんしゅうたいごう）の別名を持つ。

## 生涯
太祖の王子王旭と夫人柳氏との間に生まれる。同母兄に成宗（王治）、同母妹に献貞王后皇甫氏がいる。王室の風習に従い、外祖母である神静王后皇甫氏にちなんで自らも皇甫姓を名乗った。
従兄にあたる景宗の第3王妃となり王訟を儲けたが、景宗6年（981年）に死別した。兄成宗が即位後は太后となり、千秋宮に住んだ。王訟が即位して穆宗となった際、自らの居住宮にちなんで千秋太后と名乗るようになった。
献哀王后は母方の親戚にあたる金致陽と出会い、情を交わす関係となったが、このことが公然と知られるようになると宮中に混乱が起こった。成宗は金致陽を貴陽へ送ることで事態を収束させた。しかし穆宗の摂政となると、献哀王后は金致陽を呼び戻して右僕射（上奏を取り扱う部署の次官）兼三司事（当時の高麗で財政権と人事権を併せ持った職務）に任命し、多大な権限を与えた。
献哀王后は自らの本拠地である西京を優遇する政策を行った他、金致陽の出身地である瑞興に星宿寺を建てたのを始め、各所に道観や寺院を建設した。
穆宗6年（1003年）、献哀王后は金致陽との間に息子を儲けた。
穆宗12年（1009年）、康兆が政変を起こし、金致陽と息子は処刑されて献哀王后は流罪に処せられた。穆宗は廃位され、幽閉地に向かう途中で康兆の部下に暗殺された。これにより、献哀王后は政界において完全に失脚した。康兆らは王詢を王位に推挙し、王詢は即位して顕宗となった。
流罪から解かれた後、献哀王后は黄州に移り、そこで余生を送った。顕宗20年（1029年）に王宮に戻されて、崇徳宮において66歳で薨去した。墓所は幽陵である。

## 家族
- 父：王旭（戴宗と追尊、911年? - 969年）
- 母：柳氏（宣義王后と追尊、生没年不明）
- 兄：成宗（960年 - 997年）
- 妹：献貞王后皇甫氏（? - 992年）
  - 甥：顕宗（992年 - 1031年）
- 夫：景宗（955年 - 981年）
  - 長男：穆宗（980年 - 1009年）
- 内縁の夫：金致陽（? - 1009年）
  - 次男：名不詳（父の金致陽とともに殺害された、1003年 - 1009年）

## 登場作品

### テレビドラマ
- 千秋太后 - （2009年、KBS2）演：キム・ソウン→チェ・シラ